# إبراهيم خان الثاني
إبراهيم خان الثاني (الفارسية:  ابراهیم خان ای) (حكم: 1689–1697؛ توفي 1701) كان صوبه دار البنغال في عهد السلطان أورنجزيب. كان ابنه الوحيد هو وزير إبراهيم خان (1654-1713) وكان ديوان الإمبراطور جهاندار شاه. قُتل بأمر من فرخ سير.

## الحياة المُبكرة
كان الابن الأكبر لعلي مردان خان. كان علي مردان نبيلًا من أصل كردي. قبل توليه منصب حاكم البنغال، كان إبراهيم خان يشغل منصب حاكم المغول لكشمير ولاهور وبهار. كان لديه ابن اسمه زبردست خان.

## الحُكم
خلال فترة حكمه، مُنح التجار الإنجليز والفرنسيون عدة امتيازات لمواصلة التجارة في البنغال. خلال الفترة من عام 1695 إلى عام 1696، فشل في قمع ثورة زامندار تشاندراكونا [الإنجليزية]، شوبا سينغ. وفي وقت لاحق من عام 1697، اُستُبدل إبراهيم خان بحفيد السلطانأورنجزيب، الأمير عظيم شان.[بحاجة لمصدر]

## طالع أيضًا
- قائمة حكام البنغال [الإنجليزية]
- تاريخ البنغال
- تاريخ بنغلاديش
- تاريخ الهند